# Бромид платины(II)
Бромид платины(II) — неорганическое вещество, соль металла платины и бромистоводородной кислоты состава PtBr2. При нормальных условиях представляет собой твёрдое коричневое вещество, плохо растворимое в воде. Растворяется в растворах НВr, КВr и бромной воде.

## Получение
Соединение получают разложением тетрабромида платины и гексабромоплатината(IV) водорода при нагревании выше 180 °С:
{\displaystyle \mathrm {H_{2}[PtBr_{6}]\rightleftarrows \ PtBr_{2}+2HBr\uparrow +Br_{2}\uparrow } }
{\displaystyle \mathrm {PtBr_{4}\rightleftarrows \ PtBr_{2}+Br_{2}\uparrow } }

## Физические свойства
Дибромид платины представляет собой коричневое кристаллическое вещество с плотностью 6,65 г/см3, практически не растворимое в воде. При нагревании выше 410 °С разлагается на простые вещества.
- Стандартная энергия Гиббса образования G (298 К, кДж/моль) составляет 59.
- Стандартная энтропия образования S (298 К, Дж/моль·K) равна 53,43.

## Химические свойства
- Разлагается при нагревании:

{\displaystyle \mathrm {PtBr_{2}\ {\xrightarrow {\ }}\ Pt+Br_{2}\uparrow } }